# Doctrine Medvedev

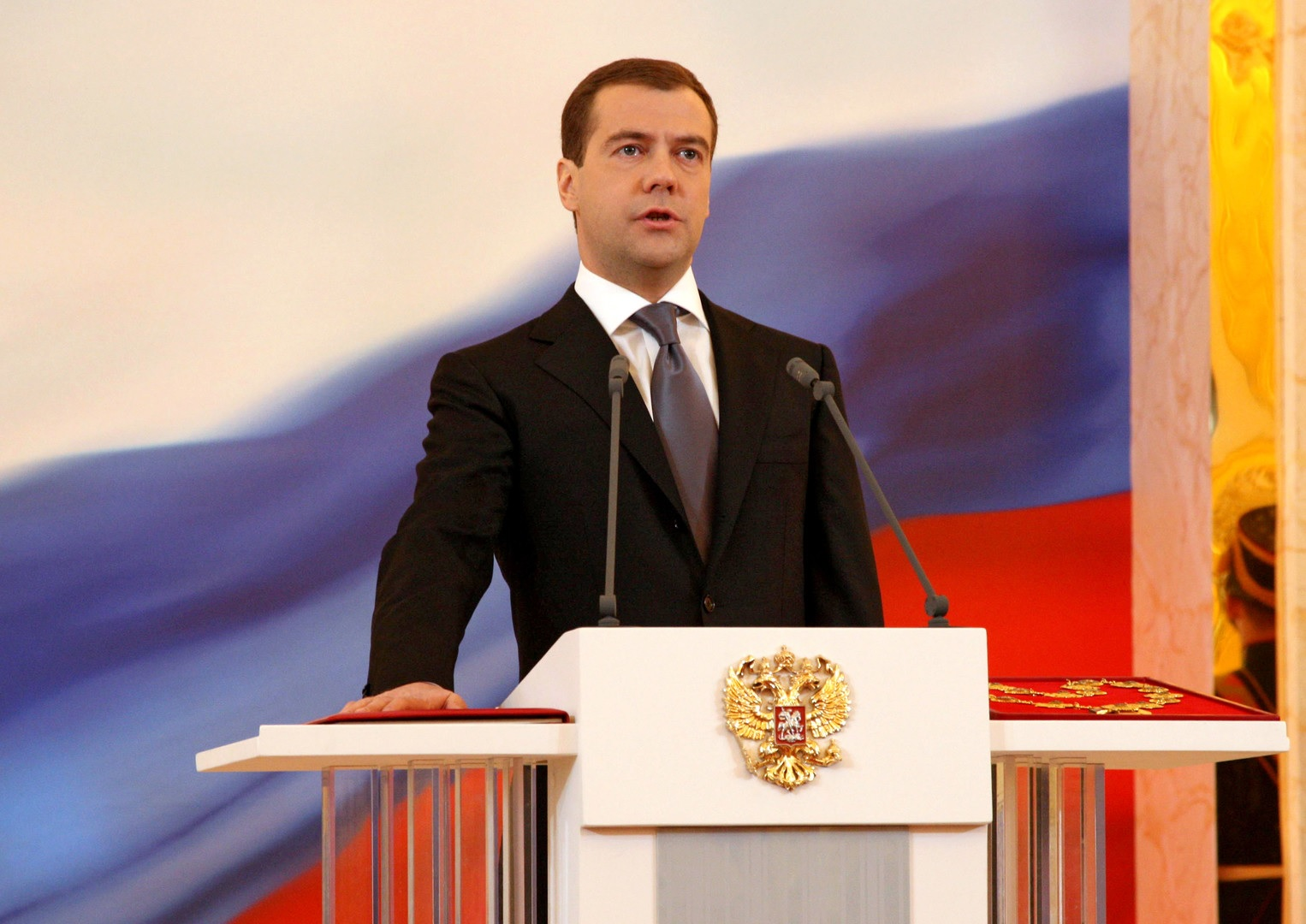
Dmitri Medvedev, président de la fédération de Russie de 2008 à 2012.

La doctrine Medvedev est une doctrine énoncée par le président russe Dmitri Medvedev dans la foulée du conflit russo-géorgien d'août 2008. Cette doctrine stipule notamment que dorénavant, la Russie protégera tous ses citoyens, où qu'ils soient. Cela signifie qu'elle s’autorisera à violer la souveraineté territoriale et politique des États qui s'en prendraient à des citoyens russes présents sur leur territoire.

## Principes globaux
Cette doctrine peut être résumée en cinq points,: 
- la Russie reconnaît la primauté des principes fondamentaux du droit international.
- le monde doit être multipolaire. Un monde unipolaire est inacceptable.
- la Russie ne veut pas de confrontation avec un autre pays. L’isolation du pays sur la scène internationale n’est pas une volonté de la Russie.
- protéger la vie et la dignité de nos citoyens, dans quelque pays qu'ils se trouvent, est une priorité non négociable pour notre pays. De la même manière, la Russie protègera les intérêts économiques à l’étranger.
- comme c'est le cas pour d'autres pays, il y a des régions dans lesquelles la Russie a des intérêts privilégiés, qu’elle peut être amenée à défendre. Il  s’agit en particulier de régions où se trouvent des pays avec lesquels nous avons des liens historiques privilégiés.

## Contexte d’apparition
Cette doctrine a été formalisée à la suite du conflit entre la Russie et la Géorgie. L'attaque contre l'Ossétie du Sud par le régime de Mikheil Saakachvili le 7 août 2008 a donné lieu dès le lendemain à une puissante action militaire russe contre les armées géorgiennes, et la Russie a légitimé son action militaire contre la Géorgie à l'effet que les citoyens d'Ossétie du Sud et d'Abkhazie, les deux républiques séparatistes de Géorgie au cœur du conflit, sont des citoyens russes. Ce faisant, elle déclare qu’elle ne pouvait rester les bras croisés contre ce qu'elle a qualifié de « génocide » et de « nettoyage ethnique » de la part de la Géorgie. La doctrine Medvedev a l’ambition de réparer la société russe affaiblie et de restaurer à terme la place de la Russie dans le monde. Dans son sens le plus large, il s'agit de redéfinir l'infrastructure sécuritaire et financière du monde, autour des intérêts de la Russie. L'un des moyens d'y parvenir, selon M. Medvedev, est de remplacer autant que possible une partie de l'influence américaine en Europe par celle de la Russie, en utilisant deux moyens, d’une part les menaces militaires russes et d’autre part la capacité de pression associée aux énormes réserves de gaz de la Russie.
Cette doctrine se veut une réaffirmation de la puissance de la Russie à deux égards. D'un côté, elle fait valoir à l'Occident - comme l'atteste le cas du conflit géorgien - qu’elle sait pouvoir défier l'OTAN sans grande conséquence et qu'elle n'acceptera désormais plus que cet Occident, Washington en tête - lui impose ses propres intérêts et fasse fi de l’opinion et des intérêts russes, comme ce fut le cas avec les rondes répétées d'élargissement de l'OTAN (à la Pologne et à la République tchèque en 1998, puis à l'Europe centrale et orientale ainsi qu'aux pays baltes en 2004. La volonté de l’OTAN d'étendre l'alliance à l'Ukraine et à la Géorgie est inacceptable, et l’alliance ne peut prétendre être strictement défensif, au vu de l’implication active de l’alliance dans l'indépendance du Kosovo en 1999 puis en février 2008. Cette doctrine se veut également un avertissement aux ex-républiques russes, du moins à celles ayant essayé de s'affranchir de la tutelle de Moscou, que rechercher activement le soutien de Washington plutôt que celui de Moscou n'est pas nécessairement un gage de sécurité pour elles.

## Guerre russo-ukrainienne

### Annexion de la Crimée par la Russie en 2014
Cette annexion repose en partie sur la doctrine Medvedev, compte tenu de l'importante population russe de Crimée.

### Irrédentisme dans le Donbass
La guerre du Donbass, qui éclata en 2014 dans la partie ukrainienne du Donbass est un nouvel exemple de l'application de la doctrine.